# Ligne de tramway 47/87
La ligne 47/87 aussi appelée boucle de renfort de Souvret est une ancienne ligne du tramway vicinal de Charleroi de la Société nationale des chemins de fer vicinaux (SNCV) qui reliait Charleroi à Souvret à partir de 1940.

## Histoire
Fin des années 1940 : mise en service (service de renfort en heure de pointe).
Début des années 1950 : prolongement de Fontaine-l'Évêque à Souvret Forrière par l'itinéraire de la ligne 79.
1er juin 1956 : création d'un service en boucle par l'itinéraire de cette ligne puis l'itinéraire de la ligne 41 (capitaux 11, 139 et 202) sous l'indice 87 dans le sens horaire et 47 dans le sens-antihoraire.
Fin des années 1960 : suppression du service en boucle, maintien du seul service de renfort 47 entre Charleroi Eden et Fontaine-l'Évêque Rue de Leernes par Jumet et Roux.
Date inconnue : suppression.

### Monographies
- Association ferroviaire des cheminots de Charleroi (AFCC) et Patrimoine ferroviaire et tourisme (PFT), Les tramways vicinaux de Charleroi et du Centre, Éditions Patrimoine ferroviaire et tourisme, 1996, 229 p.